# Alice im Wunderland
Alice im Wunderland (ursprünglich Alice’s Abenteuer im Wunderland; englischer Originaltitel Alice’s Adventures in Wonderland) ist ein erstmals 1865 erschienenes Kinderbuch des britischen Schriftstellers Lewis Carroll.
Alice im Wunderland gilt als eines der hervorragenden Werke aus dem Genre des literarischen Nonsens.  Gemeinsam mit der 1871 erschienenen Fortsetzung Alice hinter den Spiegeln wird dieses Kinderbuch zu den Klassikern der Weltliteratur gezählt. So ist die Erzählung heute beispielsweise Bestandteil der ZEIT-Bibliothek der 100 Bücher. Die britische Zeitung The Guardian nahm 2009 sowohl Alice im Wunderland als auch Alice hinter den Spiegeln in die Liste der 1000 Romane auf, die jeder gelesen haben muss. Die Erzählweise und -struktur, die Figuren und die Metaphorik haben einen unverändert großen kulturellen Einfluss. Alice im Wunderland erfuhr Adaptionen für die Bühne und im Film. Figuren der Erzählung, wie zum Beispiel die Grinsekatze, der Jabberwocky, der Märzhase und der verrückte Hutmacher, oder einzelne Episoden, wie beispielsweise die der Teegesellschaft, in die Alice hineingerät, wurden in der Popkultur immer wieder aufgegriffen und zitiert.
Die fiktive Welt, in der Alice im Wunderland angesiedelt ist, spielt in solch einer Weise mit Logik, dass sich die Erzählung unter Mathematikern und Kindern gleichermaßen großer Beliebtheit erfreut. Sie enthält zahlreiche satirische Anspielungen – nicht nur auf persönliche Freunde Carrolls, sondern auch auf die Schullektionen, die Kinder im England jener Zeit auswendig lernen mussten. Meistens werden die Geschichte und ihre Fortsetzung Alice hinter den Spiegeln (im Original: Through the Looking-Glass and What Alice Found There) als eine Einheit angesehen. Bekannt sind die Erzählungen auch durch die Illustrationen des britischen Zeichners John Tenniel in den ersten Ausgaben.

## Inhalt

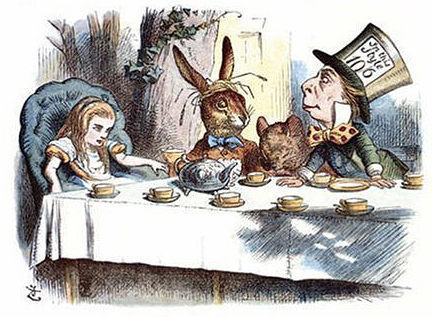
Alice bei der Teegesellschaft von John Tenniel (1865), koloriert

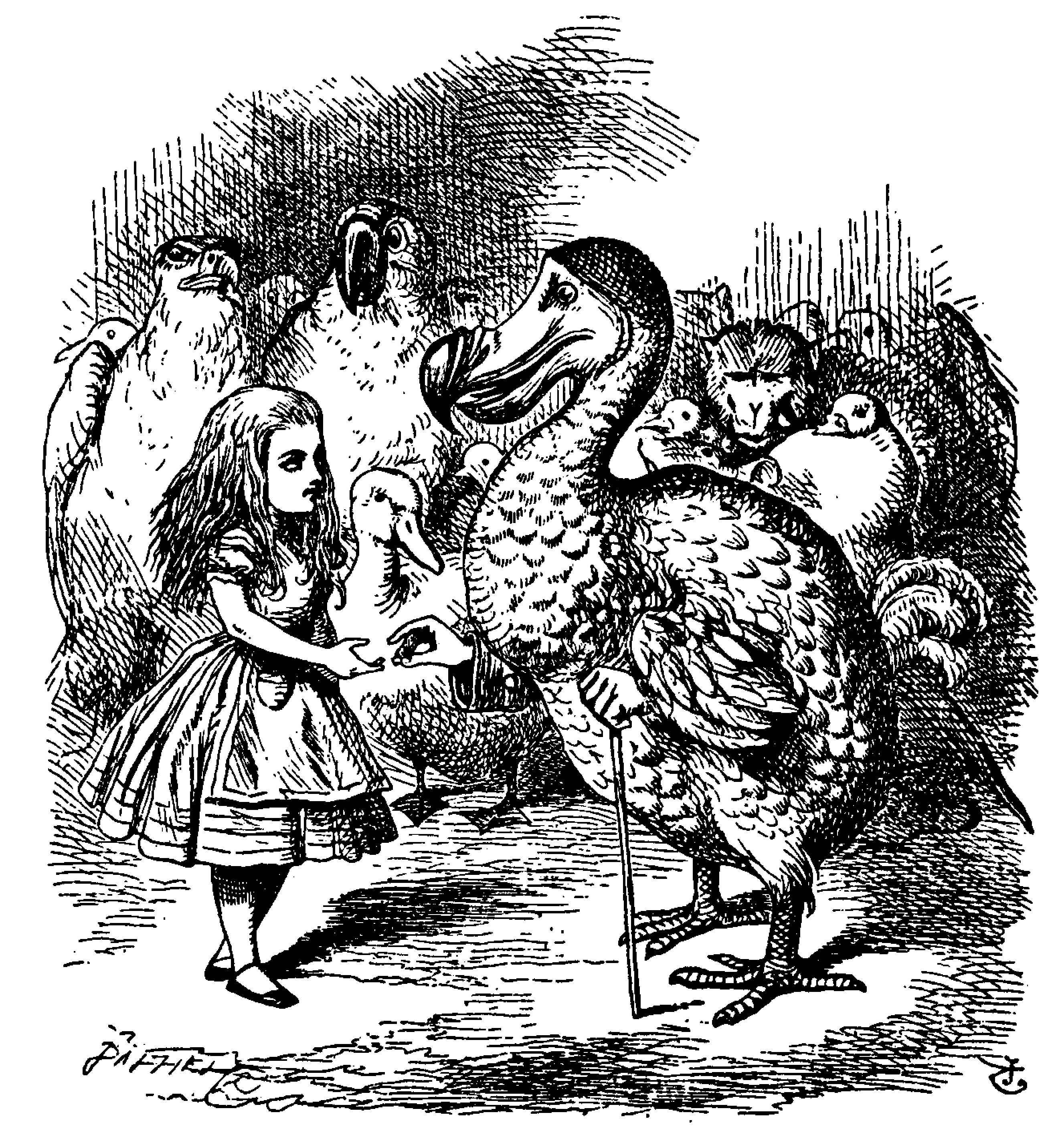
Alice und der Dodo (Zeichnung von John Tenniel, 1865)

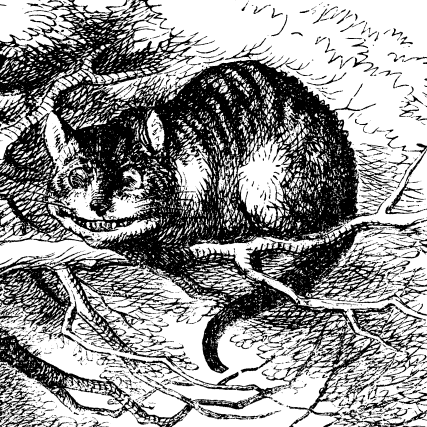
Die Cheshire Cat

Während ihre Schwester ihr aus einem Buch vorliest, sieht die Titelheldin Alice ein sprechendes, weißes Kaninchen, das auf eine Uhr starrt und meint, es komme zu spät. Neugierig folgt Alice ihm in seinen Bau. Dort fällt sie weit hinunter und landet in einem Raum mit vielen Türen. Nach einiger Zeit findet sie einen Schlüssel, mit dem sie die kleinste Tür aufsperren kann. Sie öffnet diese, schafft es allerdings nicht hindurch, weil sie zu groß ist. Kurz darauf findet sie ein Fläschchen mit einem Trunk, der sie kleiner macht. Aber als sie klein genug ist, ist die Tür wieder geschlossen. Aus diesem Grund entsteht ein Chaos, bis Alice letztlich klein genug ist und das Wunderland, das von Paradoxa und Absurditäten nur so strotzt, betreten kann.
Sie geht zum Haus des weißen Kaninchens, isst dort etwas und wird riesig groß. Als das weiße Kaninchen nach Hause kommt, kann es nicht in das Zimmer hinein, in dem Alice ist. Alice wird wieder klein und flieht in den Wald. Dort trifft sie auf eine Raupe, die Alice hilft, ihre Normalgröße zu erlangen.
Nach kurzer Zeit kommt Alice zu einer Herzogin, bei der sie auf die Cheshire Cat (Grinsekatze) trifft. Diese gibt ihr den Rat, zum Märzhasen und zum verrückten Hutmacher zu gehen, die seit langem eine Teeparty veranstalten. Die Teegesellschaft ist allerdings so verrückt, dass Alice nach kurzer Zeit beschließt, wieder zu gehen.
Letzten Endes kommt sie zum Herzkönig und zur Herzkönigin; letztere möchte liebend gern jemandem den Kopf abschlagen lassen. Sie fordert Alice auf, mit anderen Tieren und Menschen, die wie Spielkarten aussehen, Croquet zu spielen, wobei ein Flamingo der Schläger und ein Igel der Ball sind. Am Schluss werden alle bis auf Alice von der Herzkönigin zum Tode verurteilt, jedoch vom Herzkönig begnadigt, so dass die Herzkönigin nicht mehr weiterspielen kann.
Kurz nach dem Croquetspiel führt die Herzkönigin Alice zu einem Greif. Diesem befiehlt die Königin, Alice zum Schildkrötensupperich, einem Mischwesen aus Kalb und Meeresschildkröte, zu führen, damit dieser ihr seine Lebensgeschichte erzählt. Während der Schildkrötensupperich Alice und dem Greif ein Lied vorträgt, ertönt in der Ferne der Ruf: „Die Verhandlung beginnt!“ Der Greif begleitet Alice zurück zum Schloss der Herzkönigin.
Dort kommt es zu einer Gerichtsverhandlung, bei der der Herzbube beschuldigt wird, die Törtchen der Königin gestohlen zu haben. Im Gerichtssaal trifft Alice den verrückten Hutmacher wieder, der Zeuge sein soll. Alice wird ebenfalls als Zeugin aufgerufen. Allerdings ist sie inzwischen so groß, dass sie ein Chaos verursacht, statt eine Zeugin zu sein. Alice wacht neben ihrer Schwester wieder auf.

## Werkgeschichte

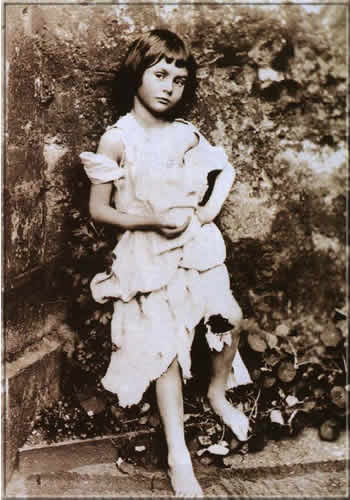
Alice Pleasance Liddell, Vorbild für die fiktive Alice. Foto von Lewis Carroll aus den späten 1850er Jahren

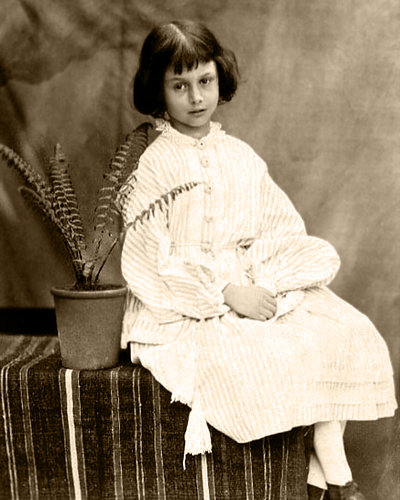
Alice Liddell 1860, 5 Jahre vor der Erstveröffentlichung

Das Buch wurde erstmals am 4. Juli 1865 veröffentlicht. Es ist inspiriert durch eine Bootsfahrt auf der Themse genau drei Jahre zuvor (gemeinhin wird für den Termin dieser legendären Bootsfahrt der 4. Juli 1862 angegeben, der jedoch ein kühler, wolkiger und regnerischer Tag war), auf der Carroll den drei Schwestern Lorina Charlotte, Alice Pleasance und Edith Mary Liddell, Töchtern des Oxforder Dekans, eine Geschichte erzählte, die er erst unter dem Namen Alice’s Adventures Under Ground und dann nach Erweiterungen als Alice’s Adventures in Wonderland niederschrieb. Carroll war sich zunächst unschlüssig, ob er sein Werk publizieren sollte. Er gab es in dieser Situation seinem Freund George MacDonald, der es seinen Kindern vorlas. MacDonalds Sohn Greville war so begeistert, dass er wünschte, „es gäbe 60.000 Bände“ davon. Diese Begeisterung genügte, um Carroll selbst zu überzeugen.
Das Buch fand gleich nach seinem Erscheinen großen Anklang und viele begeisterte Leser. Dazu gehörten unter anderem der junge Oscar Wilde und Königin Victoria.
Nur zweiundzwanzig Exemplare der ersten Edition von 1865 haben sich bis heute erhalten, davon befinden sich fünf in Privathand und siebzehn in öffentlichen Bibliotheken. Im Jahre 1998 wurde eine Erstausgabe für 1.500.000 US-Dollar versteigert und wurde damit zum bisher teuersten Kinderbuch. 1865 veröffentlichte Carroll ein Faksimile seines deutlich kürzeren, selbst illustrierten Originalmanuskriptes Alice's Adventures Under Ground. 1890, 25 Jahre nach Erscheinen der Originalausgabe, erschien The Nursery “Alice”, eine verkürzte Version von Alice im Wunderland, die vom Autor selbst für Kinder im Alter bis zu fünf Jahren adaptiert worden war und zwanzig kolorierte und vergrößerte Zeichnungen von John Tenniels Illustrationen aus dem Originalbuch enthielt. Den Umschlag entwarf die Malerin und Illustratorin Gertrude Thomson, eine Bekannte von Carroll.
Im Jahr 1871 veröffentlichte Lewis Carroll die Fortsetzung Through the Looking-Glass, and What Alice Found There (deutscher Titel: Alice hinter den Spiegeln). Statt mit Spielkarten wird in dieser Geschichte die Handlung mit Schachpartien ausgeschmückt.

## Illustration
Lewis Carroll selbst illustrierte die erste von Hand geschriebene Ausgabe, die er Alice Liddell zum Weihnachtsfest schenkte. Den ersten „offiziellen“ Illustrationen von John Tenniel folgten viele Varianten namhafter Illustratoren (Auswahl):
- Arthur Rackham (1907)
- Marta Hofrichter (1912)
- Uriel Birnbaum (1923)
- Mervyn Peake (1946)
- Hanny Fries (1947)
- Robert Högfeldt (1947)
- Nils Graf Stenbock-Fermor (1948)
- Lilo Rasch-Naegele (1949)
- Wiltraud Jasper (1950)
- Ruth Koser-Michaëls (1955)
- Helmar Becker-Berke (1967)
- Frans Haacken (1967)
- Ralph Steadman (1967)
- Salvador Dalí (1969)
- Max Ernst (1970)
- Peter Blake (1970)
- Tove Jansson (1977)
- Anthony Browne (1988)
- Lisbeth Zwerger (1999)
- Yayoi Kusama (2012)
- Benjamin Lacombe (2016)

LesArt, das Berliner Zentrum für Kinder- und Jugendliteratur zeigte 2017 die Ausstellung „It’s Always Tea-Time“, in der aktuelle Illustrationen von 72 Künstlern und Künstlerinnen aus 16 Ländern gezeigt wurden.

## Literarische Weiterführungen

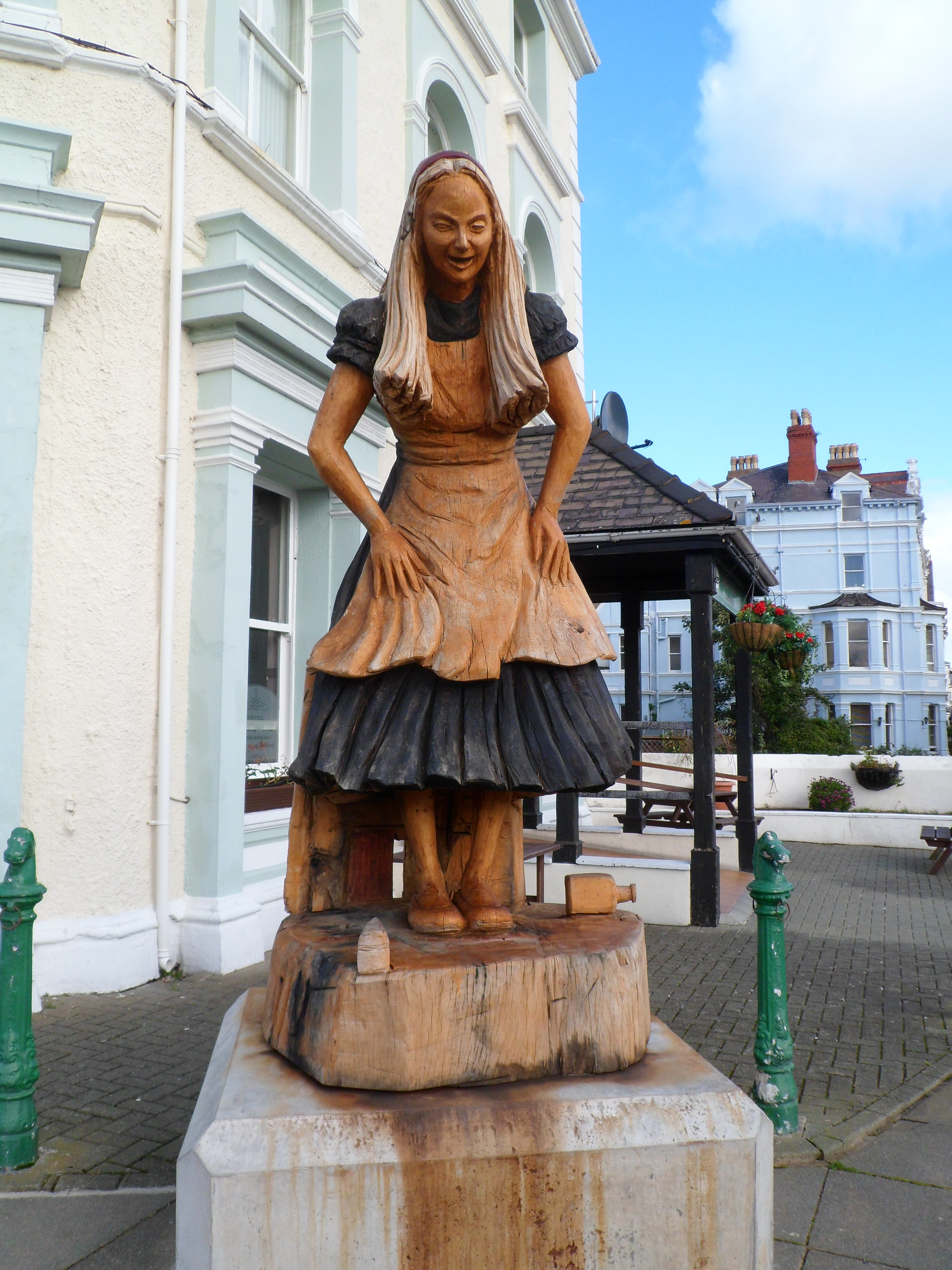
Statue der Alice in Llandudno (Wales)

Der Roman hat seit seinem Erscheinen im Jahre 1865 neben Carrolls eigener Fortsetzung Durch den Spiegel und was Alice dort fand aus dem Jahr 1871 zahlreiche Fortsetzungen und Parodien nach sich gezogen oder Autoren bei der Wahl ihres Titels beeinflusst, wobei die Adaptionen, von Medienwahl bis Umsetzung, oft eigene Wege gingen.
Selbst in die Medizin ist der Name des Romans eingegangen: Das Alice-im-Wunderland-Syndrom bezeichnet eine Erkrankung, bei der Patienten sich selbst oder ihre Umgebung in veränderter Weise, oft verkleinert oder vergrößert, wahrnehmen.

### Literarische Adaptionen
Über die Jahre hinweg haben viele Autoren die Geschichte von Alice neu bedacht und in andersartige Formen umgewandelt.
Eine finstere und brutale Richtung schlägt Christina Henrys Die Chroniken von Alice ein. Hier befindet sich die vermeintlich verrückte Alice in einer Heilanstalt und durchlebt nächtliche Albträume, in denen ein Mann mit Kaninchenohren vorkommt.
In Nickolas Cooks Adaption Alice in Zombieland befindet sich Alice zwar in dem ursprünglichen Rahmen von Lewis Carrolls Wunderland, jedoch baute Cook typische Horrorelemente ein, mit denen er seine Protagonistin konstant konfrontiert. Alice wird beispielsweise nicht vom weißen Kaninchen in den Bau geführt, sondern von einer schwarzen Ratte in ein Grab. Das Wunderland selbst besteht zu einem großen Teil aus Monstern und Zombies und Alices Mission ist es, dem Ganzen wieder zu entkommen.
Colleen Oakes Queen of Hearts beleuchtet den möglichen Werdegang der Roten Königin und fungiert somit als Prequel zu Lewis Carrolls Wunderland. Prinzessin Dinah, die später als die Rote Königin bekannt sein wird, wünscht sich dabei anfangs nichts mehr als die Anerkennung ihres Vaters und die Liebe des Jungen, in den sie selbst verliebt ist. Jedoch wird sie betrogen und erkennt, dass sie sich und ihren zukünftigen Thron schützen muss.

### Literarische Zitate
Douglas Adams spielt im zweiten Roman seiner Anhalter-Serie (Das Restaurant am Ende des Universums) auf eine Szene in Alice hinter den Spiegeln an. Dort behauptet Alice gegenüber der weißen Königin, es sei unmöglich, die Zeit rückwärts zu durchlaufen. Die weiße Königin antwortet, dass Unmögliches zu glauben nur eine Frage der Übung sei. Sie selbst habe in jungen Jahren teilweise bis zu sechs unmögliche Dinge schon vor dem Frühstück geglaubt. Im Restaurant-Roman werden sechs Gründe aufgezählt, wieso das Restaurant am Ende des Universums unmöglich sei. Dann folgt der Werbespruch von Milliways: „Wenn Du heute morgen schon sechs unmögliche Dinge getan hast, warum dann nicht als siebentes zum Frühstück ins Milliways, das Restaurant am Ende des Universums?“
Im Spionageroman Die Company von Robert Littell spielen Rätsel, Codes und zitierte Textfragmente eine wesentliche Rolle. Sowohl in der Handlung (als Grundlage für Codes geheimdienstlicher Nachrichten und als Faible eines der Protagonisten) als auch als Motto der einzelnen Kapitel werden viele Textfragmente aus den Alice-Erzählungen verwendet.
In der Science-Fiction-Krimierzählung Der Samenbankraub von Gert Prokop erhält der Detektiv Timothy Truckle bei einem Kunden Zugang zu einer riesigen Sammlung verbotener Literatur. Das einzige Buch, das er zu lesen wünscht, ist Alice im Wunderland.
Eine weitere Anspielung findet sich im Roman Tot von Stephen King, dem dritten Band des Turm-Zyklus. Dort wird der Junge Jake, ein Begleiter der Hauptfigur Roland, in der sterbenden Stadt Lud von einem Verrückten entführt. Dieser zerrt ihn durch Labyrinthgänge aus Müll und Schutt in die Unterwelt der Stadt. Schließlich landet Jake vor dem Chef der Unterweltlichen, dem sogenannten Tick-Tack-Mann, der ein Faible für Uhren hegt. Ähnlich wie der Jabberwocky ist dieser Tick-Tack-Mann gefährlich und spricht in seltsamen Worten zu Jake. Für ihn hängt sein Überleben davon ab, dass er errät, was diese Worte bedeuten sollen, beziehungsweise was er sagen soll, damit es so aussieht, als ob er verstanden hätte. Jake hat im Gegensatz zu Alice keinen Gehilfen. Der finale Ausbruch aus dieser Stadt und die Rückkehr in die Freiheit gelingen dann schließlich auch erst in einer Art Prozess, einem Rätselspiel zwischen einem intelligenten Computer und Rolands Schar, das letztere für sich entscheiden kann.
In der Imitation des Klassikers des englischen Autors Jeff Noon Automated Alice (1996; deutsch: Alice im Automatenland, 1999) verschlägt es Alice auf der Jagd nach einem Papagei in eine Welt der Automatenwunder, und am Ende begegnet sie ihrem Schöpfer: Lewis Carroll.
Auch in der Flussweltreihe von Philip José Farmer wird Alice im Wunderland erwähnt, darüber hinaus ist sogar Alice selber eine der Hauptpersonen, neben Richard Francis Burton und anderen historischen Persönlichkeiten.
Margret Boysen verwendet Handlung und Figuren in Alice, der Klimawandel und die Katze Zeta.

## Alice im Wunderland in Film, Musik, Bühne, Malerei und Comic

### Film
Alice im Wunderland und Alice hinter den Spiegeln wurden häufig verfilmt. In dieser Liste werden sie chronologisch aufgelistet. Manche Filme sind Fortsetzungen und manche, wie z. B. Abby in Wonderland, haben einen anderen Hauptcharakter. Die Handlung basiert jedoch auf Lewis Carrolls Alice.
Angegeben ist, sofern vorhanden, jeweils der deutsche Titel mit dem Originaltitel in Klammern, ansonsten nur der Originaltitel. Bei Trickfilmen enthält die Spalte Hauptdarsteller den Synchronsprecher der Hauptfigur.
| Premiere   | Titel                                                                           | Regisseur                                     | Hauptdarstellerin                              | Filmtyp          | Anmerkungen                             |
| ---------- | ------------------------------------------------------------------------------- | --------------------------------------------- | ---------------------------------------------- | ---------------- | --------------------------------------- |
| 17.10.1903 | Alice in Wonderland                                                             | Cecil Hepworth                                | May Clark                                      | Stummfilm        | Kinofilm                                |
| 09.03.1910 | Alice in Wonderland                                                             | Edwin Porter                                  | Gladys Hulette                                 | Stummfilm        | Kinofilm der Edison Studios             |
| 19.01.1915 | Alice in Wonderland                                                             | W. W. Young                                   | Viola Savoy                                    | Stummfilm        | Kinofilm                                |
| 30.09.1931 | Alice in Wonderland                                                             | Bud Pollard                                   | Ruth Gilbert                                   | Schwarzweißfilm  | Kinofilm                                |
| 22.12.1933 | Alice im Wunderland (Alice in Wonderland)                                       | Norman McLeod                                 | Charlotte Henry                                | Schwarzweißfilm  | Kinofilm der Paramount Pictures         |
| 1949       | Alice im Wunderland (Alice au pays des Merveilles)                              | Dallas Bower                                  | Carol Marsh                                    | Farbfilm         | Kinofilm                                |
| 26.07.1951 | Alice im Wunderland (Alice in Wonderland)                                       | Clyde Geronimi Wilfred Jackson Hamilton Luske | Kathryn Beaumont                               | Zeichentrickfilm | Kinofilm der Walt Disney „Meisterwerke“ |
| 23.10.1955 | Alice in Wonderland                                                             | George Schaefer                               | Gillian Barber                                 | Farbfilm         | Fernsehfilm                             |
| 05.02.1966 | Alice of Wonderland in Paris                                                    | Gene Deitch                                   | Norma MacMillan                                | Zeichentrickfilm | Kurzfilm der Childhood Productions      |
| 30.03.1966 | Alice in Wonderland (or What’s a Nice Kid Like You Doing in a Place Like This?) | Alex Lovy                                     | Doris Drew (Sängerin) Janet Waldo (Sprecherin) | Zeichentrickfilm | Fernsehfilm der ABC                     |
| 28.12.1966 | Alice in Wonderland                                                             | Jonathan Miller                               | Anne-Marie Mallik                              | Schwarzweißfilm  | Fernsehfilm der BBC                     |
| 1966       | Alice Through the Looking Glass                                                 | Alan Handley                                  | Judi Rolin                                     | Farbfilm         | Fernsehmusical                          |
| 20.11.1972 | Alice im Wunderland (Alice in Wonderland)                                       | William Sterling                              | Fiona Fullerton                                | Farbfilm         | Filmmusical mit Michael Crawford        |
| 10.12.1976 | Alice in Wonderland                                                             | Bud Townsend                                  | Kristine DeBell                                | Farbfilm         | Kinofilm als Pornomusical               |
| 1981       | Alissa w Strane tschudes (Алиса в стране чудес)                                 | Jefrem Pruschanski                            | Marina Nejolowa                                | Zeichentrickfilm | 1. Teil der russischen Serie            |
| 1981       | Alice at the Palace                                                             | Elizabeth Swados                              | Meryl Streep                                   | Farbserie        | Musical                                 |
| 29.03.1982 | Alicja im Horrorland (Alicja)                                                   | Jacek Bromski Jerzy Gruza                     | Sophie Barjac                                  | Farbserie        | belgisch-, polnische Serie              |
| 1982       | Alice In Wonderland                                                             | Kirk Browning                                 |                                                | Farbserie        | Musical                                 |
| 1982       | Alissa w Saserkalje (Алиса в Зазеркалье)                                        | Jefrem Pruschanski                            | Marina Nejolowa                                | Zeichentrickfilm | 2. Teil der russischen Serie            |
| 1982       | Alice in Wonderland                                                             | John Clark Donahue John Driver                | Annie Enneking                                 |                  | Theaterstück und Fernsehfilm            |
| 1983       | Alice im Wunderland (Fushigi no Kuni no Arisu)                                  |                                               | Tarako Isono                                   | Animeserie       | Fernsehserie                            |
| 09.12.1985 | Alice im Wunderland                                                             | Harry Harris                                  | Natalie Gregory                                | Farbfilm         | Fernsehfilm, 1. Teil (Forts. 1985)      |
| 10.12.1985 | Alice Through the Looking Glasses                                               | Harry Harris                                  | Natalie Gregory                                | Farbfilm         | Fernsehfilm, 2. Teil                    |
| 1986       | Alice in Wonderland                                                             | Barry Letts                                   | Kate Dorning                                   | Farbserie        | 4-teilige BBC-Serie                     |
| 1987       | Alice im Land des Zauberspiegels (Alice Through the Looking-Glass)              | Andrea Bresciani Richard Slapczynski          | Janet Waldo                                    | Zeichentrickfilm | 1. Teil (Forts. 1988)                   |
| 03.08.1988 | Alice (Něco z Alenky)                                                           | Jan Švankmajer                                | Kristýna Kohoutová                             | Animationsfilm   |                                         |
| 1988       | Alice in Wonderland                                                             | Rich Trueblood                                | Olivia Martin                                  | Zeichentrickfilm | 2. Teil, Kurzfilm                       |
| 1991       | Alicia im Ort der Wunder (Alicia en el pueblo de Maravillas)                    | Daniel Díaz Torres                            | Thais Valdés                                   | Farbfilm         | Satire                                  |
| 31.07.1995 | Alice im Wunderland (Alice in Wonderland)                                       | Toshiyuki Hiruma Takashi                      |                                                | Animationsfilm   | Kurzfilm                                |
| 26.12.1998 | Alice im Spiegelland (Alice through the Looking Glass)                          | John Henderson                                | Kate Beckinsale                                | Farbfilm         | Fernsehfilm                             |
| 28.02.1999 | Alice im Wunderland (Alice in Wonderland)                                       | Nick Willing                                  | Tina Majorino                                  | Farbfilm         | Fernsehfilm                             |
| 1999       | Alice Underground                                                               | Robert Lee                                    | Elena Korikova                                 | Farbfilm         | Fernsehfilm                             |
| 27.09.2004 | Alice’s Misadventures in Wonderland                                             | Robert Rugan                                  | Maggie Henry                                   | Farbfilm         |                                         |
| 30.09.2008 | Abby in Wonderland                                                              | Kevin Clash                                   | Leslie Carrara-Rudolph                         | Zeichentrickfilm | Film der Sesamstraße                    |
| 06.12.2009 | Alice im Wunderland (Alice)                                                     | Nick Willing                                  | Caterina Scorsone                              | Farbfilm         | Fernsehzweiteiler                       |
| 05.05.2010 | Alice im Wunderland (Alice in Wonderland)                                       | Tim Burton                                    | Mia Wasikowska                                 | 3D-Film          | Kinofilm von Walt Disney                |
| 2010       | Malice in Lalaland                                                              | Lew Xypher                                    | Sasha Grey                                     | Farbfilm         | Bearbeitung als Pornofilm               |
| 25.05.2016 | Alice im Wunderland: Hinter den Spiegeln (Alice Through the Looking Glass)      | James Bobin                                   | Mia Wasikowska                                 | 3D-Film          | Kinofilm von Walt Disney                |

Filme mit Anlehnung an Alice im Wunderland
Im Film Fahrenheit 451 ist Alice im Wunderland eines der Bücher, die von den Bücherfreunden vor der Auslöschung durch die Regierung bewahrt werden.
Im Film Matrix der Wachowskis folgt der Protagonist Neo einer Gruppe von Discogängern, deren eine Teilnehmerin ein Tattoo eines weißen Kaninchens auf der Schulter trägt („Follow the white rabbit.“); es finden sich zahlreiche weitere Anspielungen in den Dialogen.
Der Film Tideland von Terry Gilliam hat mehrere Parallelen zu Alice im Wunderland. So liest beispielsweise die Protagonistin ihrem Vater mehrfach aus Alice im Wunderland vor. Des Weiteren begibt auch sie sich auf eine Reise in Fantasiewelten. Bereits 1977 hatte Gilliam mit Jabberwocky eine Hommage an das gleichnamige Gedicht aus Carrolls Alice hinter den Spiegeln inszeniert.
Die Hauptdarstellerin Phoebe aus Phoebe im Wunderland hat einen engen Bezug zu Alice's Welt und ihren Bewohnern und erlebt diese als Parallelwelt neben der Realität.
Der Titel des 2016 erschienenen Fernsehfilms Das weiße Kaninchen nimmt Bezug auf die Figur im Roman.

### Pop-Musik und Jazz
Grace Slick schrieb und sang den Song White Rabbit („one pill makes you larger and one pill makes you small and the ones that mother gives you don’t do anything at all“) für ihre 1965/66er Band The Great Society. Die Single wurde 1967 ein Hit für ihre zweite Gruppe Jefferson Airplane (Album Surrealistic Pillow). White Rabbit interpretiert die Geschichte von Alice vor einem hypnotischen Bolero-Rhythmus „psychedelisch“.
Gwen Stefani, Sängerin der Gruppe No Doubt, spielt in ihrem Video What You Waiting For? auf Alice im Wunderland an, unter anderen mit Tic-Tac, einer Riesen-Gwen in einem Haus und Gwen als Königin mit davor tanzenden Flamingos.
Das Video zu Don’t Come Around Here No More von Tom Petty & the Heartbreakers spielt in der Szenerie der Teeparty des verrückten Hutmachers, welcher von Tom Petty selbst gespielt wird.
John Lennon hat laut Interviews aus der Beatles-Anthology mitgeteilt, dass er zu seinen Beatles-Kompositionen I Am the Walrus und Lucy in the Sky with Diamonds von Alice im Wunderland inspiriert wurde.
Der Song Any Road von George Harrisons Album Brainwashed basiert auf einem Zitat der Grinsekatze aus Alice im Wunderland („If you don’t know where you're going any road will take you there“).
Chick Corea brachte 1978 das Konzeptalbum The Mad Hatter heraus, welches von Alice im Wunderland inspiriert worden ist.
Tom Waits veröffentlichte 2002 das Album Alice, bei dem sich ein Großteil der Lieder (etwa Alice und We’re All Mad Here) auf Szenen aus dem Buch bezieht.
Die deutsche Band Stillste Stund veröffentlichte 2008 ihre Alice E.P. auf dem alternativen Platten-Label Alice in …. Die EP bringt eine 2001 begonnene Werkreihe zu Ende, die eine düstere Adaption von Carrolls Werk darstellt. Neben den Alice-Stücken lassen sich darauf Titel wie Dissoziatives Wunderland und Multiple Spiegelwelt finden.
Die US-amerikanische Band Aerosmith verwendete das Thema 2001 im Song Sunshine des Albums Just Push Play. Der Text enthält mehrere direkte Bezüge zur Vorlage wie beispielsweise: „I Followed Alice into Wonderland“ oder „I Ate the Mushroom and I Danced with the Queen“. Auch das Musikvideo zum Stück enthält Anspielungen auf Alice im Wunderland.

### Theater
Eberhard Möbius schrieb 1972 eine Theaterfassung von Alice im Wunderland.
Peter Zadek inszenierte 1996 eine Bearbeitung des Stückes von Tankred Dorst in den Kostümen von Johannes Grützke an den Münchner Kammerspielen.
Im Jahr 2007 fand im Volkstheater Rostock die Premiere von Peter Zadeks Alice im Wunderland in einer Inszenierung von Johanna Schall statt.
Für das Junge Schauspielhaus Düsseldorf entwickelte der künstlerische Leiter Stefan Fischer-Fels mit der Autorin Katrin Lange eine Adaption Alice: im Wunderland! mit Mitteln des Schauspiels und des Tanzes, die am 14. Februar 2009 uraufgeführt wurde. Das Stück erlebte im Jahre 2010 eine Gastaufführung bei Internationalen Kindertheaterfestival in Haifa und wurde zu den Mülheimer Theatertagen eingeladen.
Im Jahr 2022 kam Alice im Wunderland von Thomas Birkmeir im Thalia Theater Hamburg zur Aufführung.

### Musical
Der Kinderbuchklassiker von Lewis Carroll wird seit 1886 in verschiedenen Adaptionen als Musical aufgeführt.
- 1886: Alice in Wonderland
Von Henry Savile Clarke und Walter Slaughter[18]
- 1992: Alice
Von Robert Wilson, Tom Waits und Kathleen Brennan, Thalia Theater in Hamburg[19]
- 1999: Alice
Von Peter Lund und Hanno Siepmann[20]
- 2003: Alice im Wunderland
Von Roland Schimmelpfennig, Mousse T. und Sven Kaiser, Schauspielhaus Hannover. Diese Adaption lief 2006 auch an der „Schule des Theaters“ in Wien.[21]
- 2009: Wonderland
Von Frank Wildhorn, Liedtexte von Jack Murphy, Buch von Jack Murphy und Gregory Boyd mit zusätzlichen Dialogtexten von Phoebe Hwang
Uraufführung: 5. Dezember 2009, Tampa, Deutsche Erstaufführung: Landestheater Linz, 8. September 2024[22]
- 2010: Alice im Wunderland
Von Thomas Möckel[23]
- 2010: Alice im Wunderland
Vertonung für Sprecher und Großes Orchester von Martin Bärenz (Musik) und Bernhard Lassahn (Text), Ludwigshafen
- 2015: Alice im Wunderland – das Musical (Alice in Wonderland)
Von Janet Yates Vogt & Mark Friedman, Deutsche Übersetzung von Laura Stattkus[24][25]
- 2011: Alice im Wunderland
Theater Liberi (Hans Christian Becker, Christoph Kloppenburg und Helge Fedder)
- 2012: Alice im Wunderland
Von Henry Mason und Thomas Zaufke[26]
- 2020: Alice Von Matts Johan Leenders (Musik) und André Kaczmarczyk (Regie), Düsseldorfer Schauspielhaus[27][28]
- 2022: Alice im Wunderland
Theater mit Horizont (Clemens Handler und Gernot Kogler)[29]
- 2022: Alice im Wunderland
Von Dean Wilmington[30]
- 2022: Alice im Wunderland
Von Johanna Wehner, Vera Mohrs und Kostia Rapoport[31]

### Oper
Im Jahr 2001 wurde die Vertonung des Buchstoffs des russischen Komponisten Alexander Knaifel im Amsterdamer Theater Carre aufgeführt.
Unsuk Chins Oper Alice in Wonderland wurde am 30. Juni 2007 in der Bayerischen Staatsoper unter der Leitung von GMD Kent Nagano, Regie und Bühne Achim Freyer, uraufgeführt.
Im Mai 2015 hatte die Oper in der Vertonung von Johannes Harneit am Theater Gera ihre Uraufführung.
Im Auftrag des sirene Operntheaters schrieb Kurt Schwertsik 2023 eine phantastische Revue nach einer Textbearbeitung von Kristine Tornquist, die im November 2023 im Wiener Odeon uraufgeführt wurde.

### Tanz
2008 wurde eine neue tänzerische Adaption von Alice im Wunderland von Roberto Campanella für das Ballett Augsburg kreiert. Alice im Wunderland entstand in Kooperation mit der Augsburger Puppenkiste.
Am 28. Februar 2011 hatte Alice’s Adventures in Wonderland beim Royal Ballet in London Premiere (Choreographie: Christopher Wheeldon, Szenario: Nicholas Wright, Musik: Joby Talbot). Mit vielen Bühneneffekten erzählt das abendfüllende Werk die Geschichte eng an der Buchvorlage entlang. Die Koproduktion mit dem National Ballet of Canada wurde später auch in Toronto gezeigt und im Rahmen der Kinoübertragungen aus dem Royal Opera House im März 2013 weltweit in Kinos übertragen. Eine DVD-Aufzeichnung entstand bereits 2011. Im April 2017 übernahm auch das Bayerische Staatsballett in München Wheeldons Inszenierung.
Am 25. Juni 2014 hatte das Tanzstück Alice des italienischen Choreographen Mauro Bigonzetti im Theaterhaus Stuttgart Premiere. Es wird vom Theaterhaus-Ensemble Gauthier Dance aufgeführt. In der Alice-Doppelrolle sind Anna Süheyla Harms und Garazi Perez Oloriz zu sehen.
Am 19. November 2016 wurde das Ballett Alice im Wunderland mit Musik von Basti Bund und Choreographie von Can Arslan uraufgeführt. Das einaktige Märchenballett entstand im Rahmen der Julibäumsfeierlichkeiten als Auftragswerk des Nordharzer Städtebundtheaters Halberstadt.
Am 11. Februar 2022, dem Premiere-Datum, wurde das zeitgenössische Ballett Alice unter der künstlerischen Leitung des iranischen Choreografen Amir Hosseinpour und des Engländers Jonathan Lunn mit dem «Ballet de l’Opéra national du Rhin» im elsässischen Mühlhausen in Frankreich aufgeführt. Die Originalmusik dazu wurde von dem amerikanischen Komponisten Philip Glass erschaffen. Bei dieser großartigen Inszenierung mit einem Ensemble von 32 Tänzern und Tänzerinnen spielt die deutsch-schweizerische Schauspielerin Sunnyi Melles die Rolle der Alice sowie des Buchautors Lewis Caroll, der Texte auf englisch zitiert. Die Aufzeichnung ist auf dem französischen Kabelkanal MEZZO zu sehen.

### Malerei
Sigmar Polke, einer der bedeutendsten deutschen Künstler der Postmoderne, veröffentlichte 1971 ein Bild mit dem Titel Alice im Wunderland (Mischtechnik auf Dekostoff), in welchem er eine der Originalillustrationen verarbeitete. Die Hamburger Kunsthalle zeigte von Juni bis September 2012 die Ausstellung Alice im Wunderland der Kunst. Sie begann mit Werken von Lewis Carroll und hatte einen Schwerpunkt im Surrealismus. Besonders Max Ernst, René Magritte, Salvador Dalí und andere Surrealisten fühlten sich durch Alice bestärkt in ihrer Suche nach dem Phantastischen. Es folgten Künstler der 1960er und 1970er Jahre, die sich mit ihrem Streben nach Bewusstseinserweiterung und mit ihrem neuen Verständnis der Wechselbeziehung von Sprache und Bild auf Lewis Carroll bezogen. Arbeiten zeitgenössischer Künstler von Anna Gaskell, Stephan Huber, Kiki Smith und Pipilotti Rist zeigten, dass die Faszination an Alice bis in die Gegenwart ungebrochen ist.

### Anime
Von 1983 bis 1984 wurde der gleichnamige Anime (jap. Originaltitel: ふしぎの国のアリス Fushigi no kuni no Arisu) zu Alice im Wunderland produziert. Er stammt aus dem Hause Nippon Animation und gibt die originale Handlung in 52 Episoden zu je 30 Minuten wieder. Die Produktion führten Shigeō Endo und Kōichi Motohashi an, die Musik stammt von Christian Bruhn und Reijiro Koroku. Am 7. Oktober 1984 zeigte das ZDF die deutsche Erstausstrahlung.
Kagihime Monogatari Eikyuu Alice Rinbukyoku (jap. Originaltitel: 鍵姫物語 永久アリス輪舞曲) ist ein Anime, bestehend aus 13 Episoden zu je 24 Minuten von Trinet Entertainment und Picture Magic. Er wurde vom 4. Januar 2006 bis zum 29. März 2006 produziert und ist in Deutschland bisher nicht erschienen. Es handelt sich um einen Action/Fantasy-Anime. Kirihara Aruto liebt diese Alice-Bücher und er denkt gerne darüber nach, wie seine eigene Alice wohl aussehen möge. Eines Tages trifft er auf ein Mädchen, das über ihm im Himmel fliegt und genauso aussieht wie die Alice, die er sich immer vorgestellt hat. Ihr Name ist Arisugawa Arisu und sie ist eine Alice. Die Alices tragen Teile dieses Alice-Buches in ihrer Erinnerung. Um an mehr Fragmente der Geschichte zu kommen, kämpfen die Alices gegeneinander, um sie einzusammeln. Wenn eine von ihnen alle Elemente zusammenfügen kann, dann wird ihr jeder Wunsch erfüllt.

### Comic

#### Superhelden
Mehrere Schurken des amerikanischen Comics Batman sind Figuren aus Alice im Wunderland nachempfunden oder halten sich für Figuren aus dem Buch. Die Cousins Tweedledum und Tweedledee, die Wunderland-Gang, sowie der verrückte Hutmacher kleiden sich wie ihre Buchvorlagen und beziehen ihre Verbrechen auf Lewis Carrolls Werk. Humpty Dumpty hat seinen Namen aufgrund der körperlichen Ähnlichkeit mit dem Ei auf der Mauer, bezieht sich selbst aber nie auf Carrols Werk.

#### Manga
Im japanischen Pendant zum Comic veröffentlichte die Zeichnerin Kaori Yuki den Manga Angel Sanctuary, in dem der Erzdämon Belial/Mad Hatter auftritt, der an den verrückten Hutmacher angelehnt ist. In einem weiteren God Child spielt der Name des Protagonisten Cain C. Hargreaves auf den späteren Namen Alice Liddels an. Dazu kommen zahlreiche Geschichten, zum Beispiel in Jack the Ripper, wo ein Mädchen namens Alice sich zusammen mit Cain gegen den mordenden weißen Hasen wehren muss. Die Zeichnerin stellte als Abschlussarbeit an der Kunsthochschule einen Alice-im-Wunderland-Kalender her.
Das japanische Zeichnerteam Clamp hat 1995 einen an Alice im Wunderland angelehnten Manga namens Miyuki-chan im Wunderland veröffentlicht, in dem es um das Mädchen Miyuki geht, die immer wieder in seltsame Welten gerät und einen Weg finden muss, wieder herauszukommen. Dabei sind die Figuren ausschließlich weiblich.
Im Manga Loki-Ragnarok von Sakura Kinoshita wird Loki von König Utgard mit einem Rätsel, welches er bis zum Morgengrauen gelöst haben muss, ins Wunderland geschickt, um den Mond und seine Geliebte Spica/Angrboda zu retten. Auf seiner Reise begegnet er der Grinsekatze und nimmt an einer Teekonferenz mit dem verrückten Hutmacher und dem Märzhasen teil. Auch sonst finden sich in Sakura Kinoshitas Werk viele Anspielungen auf Alice im Wunderland.
In der in Japan bisher vierbändigen Parodie Wonderful Wonder World von QuinRose und Sōmei Hoshino (in Deutschland erschienen bei TOKYOPOP) wird Lewis Carrolls Kinderbuchklassiker auf skurrile Art und Weise neu erzählt. Grundlage des Mangas ist das japanische Dating-Game Heart no Kuni no Alice – Wonderful Wonder World. Das Mädchen Alice wird in dieser Version von einem weißen Kaninchen namens Peter White in ein Wunderland entführt. Alice hat in dieser Version einen zynischen Charakter und tritt dem Wunderland mit viel Argwohn entgegen. Dieses wird von Mafiaclans und Vergnügungsparks regiert, dessen Oberhäupter verfeindet sind. Alice muss sich in die Angelegenheiten der Figuren einmischen, um das Wunderland verlassen zu können.
Im koreanischen Manwha Die Legenden vom Traumhändler gibt es ebenfalls eine Adaption der Alice-im-Wunderland-Geschichte. Alice ist die Königin der Märchen-Company. Höchstwahrscheinlich  hat diese Version von Alice den Verstand verloren und muss mit Medikamenten ruhiggestellt werden. Sie befindet sich immer noch auf der Suche nach dem weißen Hasen, auch wenn man ihr sagt, dass sie diesen selbst vor langer Zeit getötet habe.
In dem Manga Are you Alice? von Ikumi Katagiri und Ai Ninomiya aus dem Verlag TOKYOPOP geht es um einen desillusionierten jungen Mann, der ins Wunderland stolpert und dort den Namen Alice verpasst bekommt. Schon bald darauf wird er in ein Spiel verwickelt, das Töte das weiße Kaninchen! heißt, und schon bald greift er selbst zur Waffe.
In Ouran High School Host Club zeichnet die Autorin Bisco Hatori in Band 4 ein Kapitel, in dem die Haupt- und Nebenfiguren die Geschichte von Alice im Wunderland nachspielen. Zuerst übernehmen die Zwillinge Hikaru und Kaoru den Part von Alice, nämlich als Alice A und Alice B. Jedoch vergeht ihnen schnell die Lust (ein typischer Charakterzug) und der Hostclubchef Tamaki spielt Alice C, bis er gefangen genommen wird und die „wahre Alice“ Haruhi auftaucht. Von da an läuft das Mädchen durch das Wunderland und trifft auf die weiteren Hauptfiguren, die in die Rolle der altbekannten Figuren aus dem Original geschlüpft sind. Das Ziel lautet „Besiegt die Herzkönigin!“ und im Heimlichen auch „Der Sieger bekommt Alices Herz!“ Am Ende wird die Königin besiegt und Haruhi wacht aus ihrem Traum auf.
In Pandora Hearts stecken ebenfalls viele Anspielungen auf Alice im Wunderland. So heißt das seltsame Chain-Mädchen, um das sich die Geschichte dreht, Alice und kann sich in einen großen schwarzen Hasen namens B-Rabbit (Bloodstained Black Rabbit) verwandeln. Ein weiterer Chain, den Alice zu kennen schien, tritt als schwarze Katze oder als katzenähnlicher Mensch auf – sein Name ist Cheshire Cat. Auch der Mad Hatter existiert als Chain. Außerdem kommt eine Taschenuhr vor, die der Taschenuhr des weißen Hasen recht ähnlich sieht. Der Abyss, in dem sich die Chains aufhalten, gleicht einem seltsamen Land ohne direkte Schwerkraft, das durchaus als Wunderland bezeichnet werden könnte.

### Computerspiele und andere Software
Bereits auf dem Commodore 64 erschienen die Spiele Alice, Alice in Videoland, The Further Adventures of Alice in Videoland und Alice in Wonderland, welche aber nur in Ansätzen mit den Büchern zu tun haben.
Das 1990 erschienene Text-/Graphikadventure Wonderland von Magnetic Scrolls ist das erste Spiel, welches auf dem Buch basiert und dessen Vorlage ausgesprochen treu zu bleiben versucht.
Im Spiel American McGee’s Alice übernimmt der Spieler die Rolle von Alice, die sich durch ihr Wunderland kämpfen muss, das sich nach dem Tod ihrer Eltern, für den sie sich selbst die Schuld gibt, in eine Horrorvision des ursprünglichen Wunderlands verändert hat. 2011 erschien mit Alice: Madness Returns eine Fortsetzung dieses Spiels. Auch im PlayStation-2-Spiel Kingdom Hearts von Square muss sich der Spieler auf dem Wunderland-Planeten beweisen, der sich stark am Disney-Film orientiert. 
Auch in Spielen wie Far Cry 3 oder Assassin's Creed 3 von Ubisoft erscheinen im Spielverlauf immer wieder Zitate aus dem Werk.
Wissenschaftler der University of Virginia und der Carnegie Mellon University haben eine Programmiersprache Alice entwickelt und 1999 herausgebracht, die als Lern-Programmiersprache insbesondere an Mädchen adressiert ist. Kinder können damit eine virtuelle Welt mit animierten Objekten und Personen u. a. aus dem Alice-Roman bevölkern.

### Weitere
In der Psychotherapieforschung wird die Annahme, dass kein einzelnes Psychotherapieverfahren einem anderen überlegen sei, als Dodo-Bird-Verdict bezeichnet.

## Übersetzungen ins Deutsche
Die erste deutsche Übersetzung Antonie Zimmermanns (auch Antoine Zimmermann genannt) erschien 1869 unter dem Titel Alice’s Abenteuer im Wunderland. Lewis Carroll sprach hierbei der Übersetzerin ein besonderes Lob für ihre Übersetzung aus. Dieses Lob ist bis heute in den Reprints der deutschen Erstübersetzung enthalten:

„Der Verfasser wünscht hiermit seine Anerkennung gegen die Uebersetzerin auszusprechen, die einige eingestreute Parodien englischer Kinderlieder, welche der deutschen Jugend unverständlich gewesen wären, durch dergleichen von bekannten deutschen Gedichten ersetzt hat. Ebenso sind für die oft unübersetzbaren englischen Wortspiele passende deutsche eingeschoben worden, welche das Buch allein der Gewandtheit der Uebersetzerin verdankt.“

Genaue Lebensdaten Antonie Zimmermanns lassen sich nicht finden. Sie arbeitete jedoch nicht als professionelle Übersetzerin, sondern wird mehrfach als Deutschlehrerin bezeichnet. Gemäß den publizierten Tagebucheinträgen Carrolls und entsprechenden Kommentierungen hielt sich Antonie Zimmermann Ende der 1860er Jahre in England auf und war eine Bekannte von Lewis Carrolls Tante Caroline Hume Dodgson (1833–1904). Über diese wurde 1867 Zimmermanns Wunsch an Carroll herangetragen, Alice in Wonderland ins Deutsche zu übersetzen. Carroll erbat sich Probeübersetzungen, die Zimmermann lieferte. Im September 1868 scheint ihre Übersetzung bereits fertiggestellt worden zu sein. Am 4. September begutachtete Carroll Zimmermanns Übertragung. Danach verliert sich ihre Spur.

„This is all we hear of Fräulein Zimmermann, I regret to say.“

Im Februar 1869 erschien Zimmermanns Übersetzung in einer Startauflage von 1000 Stück.

### Liste der Übersetzungen ins Deutsche
Im Folgenden werden die in regulären Verlagen veröffentlichten Übersetzungen ins Deutsche nach Erscheinungsjahr aufgelistet. Stark verkürzte sowie freie Nachdichtungen werden nicht berücksichtigt.
- Antonie Zimmermann, 1869 (unter dem Titel Alice’s Abenteuer im Wunderland)[42]
- Helene Scheu-Riesz. Weimar 1912.
- Robert G. L. Barrett. Würzburg 1922.
- Klara Sternbeck. Berlin 1931
- Werner Bloch. Berlin 1946.
- Anita Hüttenmoser. Zürich 1947.
- Gerda Wachsmuth und Peter A. Horn. Hamburg 1948.
- Kurt Hansen. Hamburg 1948.
- Walther Günther Schreckenbach. Nürnberg 1948.
- Franz Sester. Düsseldorf 1949.
- Kurt Schrey. Opladen 1950.
- Wolfgang Freitag. München 1955.
- Sybil Gräfin Schönfeldt. München 1955
- Ingrid Strasser. Wiesbaden 1962.
- Christian Enzensberger. Frankfurt am Main 1963 (1967 als Insel-Bücherei 896)
- Fritz Kölling. Stuttgart 1966.
- Lieselotte Remané und Martin Remané. Berlin 1967.
- Katrin Behrend. Stuttgart 1970.
- Christiane Rochlitz. Göttingen 1974.
- Walter E. Richartz. Zürich 1977.
- Alexandra Marchl- von Herwarth. Bayreuth 1984.
- Otto Werdau und G. v. Kleist. Bratislava 1984.
- Nanette von Cube. München 1985.
- Harald Raykowski. München 1987.
- Dieter H. Stündel. München 1988.
- Barbara Teutsch. Hamburg 1989.
- Angelika Eisold-Viebig. Erlangen 1991.
- Siv Bublitz. Reinbek 1993.
- Günther Flemming. Stuttgart 1999.
- Herbert W. Kolss. Rastede 2003.
- Friedrich Stockmann. Bad Vöslau 2004.
- Sonja Hartl. Stuttgart/Wien 2004.
- Martin Karau. Berlin 2005.
- Dorothee Lehlbach. Augsburg 2005.
- Angelika Beck. Köln 2011.
- Nadine Erler. Wiesbaden 2016.
- Lieven Litaer. Saarbrücken 2021 (Klingonisch mit Rückübersetzung ins Deutsche)

## Hörspiele
Filmhörspiele sind nicht aufgeführt.
- 1958: SWF/BR, mit Karen Wellmann (Alice), Hans Söhnker (Erzähler), Karen Wellmann (Alice), Edith Heerdegen (Herzkönigin), Charles Regnier (Raupe), Hans Mahnke (Hutmacher), Hans Timerding (Kaninchen), Else Reval (Köchin), Hermann Pfeiffer (Märzhase), Gudrun Gewecke (Versprechen). Bearbeitung: Kurt Kusenberg, Regie: Marcel Wall-Ophüls.
- 1971: EUROPA, mit Hans Paetsch (Erzähler), Reinhilt Schneider (Alice), Dagmar von Kurmin (Alices Schwester), Konrad Halver (Raupe/Henker), Katharina Brauren (Herzogin), Rudolf H. Herget (Lachkatze), Michael Weckler (Gärtner), Ingeborg Kallweit (Königin), Peter von Schultz (Herold). Hörspielbearbeitung: Hella von der Osten-Sacken, Regie: Konrad Halver.
- 1979: Paradiso, mit Helga Anders (Alice), René Genesis (Dr. Kaninchen), Christa Berndl (Königin), Ulrich Matschoss (König), Gerda Gmelin (Herzogin), Klaus Dittmann (Dr. Marabu), Hans Kahlert (Prof. Schwan), Kathrin Heimann (Frau Maus). Regie: Konrad Halver.
- ?: Kolibri, mit Harald Pages (Erzähler), Dagmar Berghoff (Alice), Joachim Brauner (Lord Lancelot), Ilse Bally (Katze/Schildkröte/Herzkönigin), Siegfried Wald (Marabu/Ferdinand/Hutmacher/Wächter/Pik As). Regie: Friedrich Reder.
- 1987: Rundfunk der DDR, mit Manon Marschner (Alice), Edgar Harter (Kaninchen), Margit Bendokat (Maus, Köchin), Anne Wollner (Ente), Katarina Tomaschewsky (Grinsekatze), Peter Groeger (Papagei), Hans Teuscher (Pelikan), Wolfgang Brunecker (Frosch), Peter Reusse (Märzhase), Hildegard Alex (Königin), Gisela Morgen, Peter Bause, Wolfgang Dehler, Heide Kipp, Barbara Schnitzler, Joachim Tomaschewsky, Heide Klussmann. Regie: Rainer Schwarz.[43]
- 1990: LITERA, mit Luise Hanf (Alice), Margit Bendokat (Grinsekatze), Rolf Hoppe (Weißes Kaninchen), Marion van de Kamp (Königin), Käthe Reichel (Herzogin), Dieter Montag (Hutmacher), Helmut Müller-Lankow (Raupe), Helmut Geffke (Egon), Monika Lennartz (Taube), Dieter Scharrschmidt (Frosch), Reiner Heise (Henker), Annemarie Hummel (Flamingo), Wolfgang Müller-Dhein (Igel), Michael Scharffenberg (1. Gärtner), Dietmar Durand (2. Gärtner), Dieter Zöllter (3. Gärtner). Regie/Schallplattenbearbeitung: Dieter Wardetzky.
- 1999: The Berlin Picture Company, mit Franziska Mager (Alice), Christoph Schobesberger (Erzähler/Raupe/Frühlingshase), Thomas Nicolai (Das weiße Kaninchen/Hutmacher/Herzkönig), Nadja Reichardt (Herzkönigin/Chesterkatze), Ilka Teichmüller (Gräfin), Stefan Kaminski (Maus/Herzbube). Übersetzer: John Clark, Karin Hahn, Regie: Karin Hahn.
- 2010: Titania, mit Roland Hemmo (Erzähler), Luisa Wietzoreck (Alice), Tanya Kahana (Schwester), Wilfried Herbst (Kaninchen), Monica Bielenstein (Biene/Taube), Marcel Collé (Pat/Herz Zwei), Robin Kahnmeyer (Bill), Norbert Langer (Raupe), Christel Merian (Herzogin), Ursula Sieg (Köchin), Cornelia Meinhardt (Grinsekatze), Marius Clarén (Märzhase), Otto Mellies (Hutmacher), Cathlen Gawlich (Schlafmaus), Maximilian Artajo (Herz Fünf), Robin Kahnmeyer (Herz Sieben), Regina Lemnitz (Herzkönigin), Hasso Zorn (Herzkönig), Timmo Niesner (Herzbube). Buch: Marc Gruppe, Regie: Stephan Bosenius und Marc Gruppe.

## Hörbücher (Auswahl)
- 2009: Alice im Wunderland. Gelesen von Nana Spier. Audible exklusiv.
- 2012: Alice im Wunderland. Gelesen von David Nathan. Oetinger Media, ISBN 978-3-8373-0938-6
- 2013: Alice im Wunderland. Gelesen von Katharina Thalbach. Hörportal Ohrka.de, Berlin 2013.[44]
- 2017: Alice Im Wunderland und hinter den Spiegeln. Gelesen von Bibiana Zeller. Hierax Medien, ISBN 978-3-86352-116-5
- 2018: Alice im Wunderland. Gelesen von Josefine Preuß. cbj audio, Random House Audio, ISBN 978-3-8371-4455-0

### Hochschulschriften
- Angelika Zirker: Der Pilger als Kind: Spiel, Sprache und Erlösung in Lewis Carrolls Alice-Büchern. Lit, Berlin / Münster 2010, ISBN 978-3-643-10470-0 (Dissertation. Universität Tübingen, 2009).
- Alexey Fedorenko: Lewis Carroll, „Alice’s Adventures in Wonderland“. Limited edition. Add Books, Bad Salzdetfurth 2011, ISBN 978-3-00-034022-2 (Masterarbeit. Hochschule Mannheim, 2009, überwiegend illustriert vom Autor, englisch).